# 金罗伊
金罗伊（荷蘭語：Kinrooi，荷蘭語發音：[ˈkɪnroːi]）是比利时弗拉芒大區林堡省馬塞克區的一个市镇，北部和西部与荷兰接壤，通行荷蘭語，是弗拉芒社群的一部分，面积54.76平方千米，2018年1月1日人口为12,233人。